# 停滞空間
『停滞空間』（ていたいくうかん）は、アイザック・アシモフの短編SF小説（原題：The Ugly Little Boy）、また同作を収録した短編集（原題：Nine Tomorrows）の日本語版タイトル。

## 短編
1958年に発表された。タイムトラベル技術によって4万年前から現代に連れて来られたネアンデルタール人の子供と、世話を任された看護師の女性との交流を描いた作品で、アシモフのベスト短編の一つに数えられる傑作である。
1992年に、ロバート・シルヴァーバーグによる長編版が出版された（未訳）。

## 短編集
1959年刊行。「停滞空間」はじめ（原題通り）9つの短編が収録されている。アシモフ本人の解説文は無いが、前後に2篇の詩が収録されている。

### 収録作品
- みよ、いまここに成し遂げる!　(I Just Make Them Up, See!)　（詩）
- プロフェッション　(Profession)
- ナンバー計画　(The Feeling of Power)
- やがて明ける夜　(The Dying Night)　　※短編集『アシモフのミステリ世界』にも収録されている。
- ヒルダぬきでマーズポートに　(I'm in Marsport Without Hilda)　※短編集『アシモフのミステリ世界』にも収録されている。
- やさしいハゲタカ　(The Gentle Vultures)
- 世界のあらゆる悩み　(All the Troubles of the World)
- ZをSに　(Spell My Name with an S)
- 最後の質問　(The Last Question)
- 停滞空間　(The Ugly Little Boy)
- 返送票　(Rejection Slips)　（詩）